# Lange Wart
Lange Wart je přírodní památka jihovýchodně od obce Nový Přerov na hranicích s Rakouskem v okrese Břeclav. Přírodní památka je v péči Krajského úřadu Jihomoravského kraje.

## Předmět ochrany
Důvodem ochrany jsou rostlinná společenstva suchých trávníků s výskytem zvláště chráněných druhů.